# Citroën Dyane
Citroën Dyane este o mașină mică comercializată de producătorul francez de automobile Citroën în 1,4 milioane de exemplare din august 1967 până în 1983.
Dyane se bazează pe modelul 2CV (șasiu, acoperiș de pânză), dar are hayon și faruri integrate în aripi.